# Seznam dílů seriálu Nikita
Toto je seznam dílů seriálu Nikita. Americký dramatický televizní seriál Nikita byl premiérově vysílán v letech 2010–2013 na stanici The CW.

## Přehled řad
| Řada | Díly | Premiéra v USA     | Premiéra v USA    | Premiéra v ČR   | Premiéra v ČR   |
| Řada | Díly | První díl          | Poslední díl      | První díl       | Poslední díl    |
| ---- | ---- | ------------------ | ----------------- | --------------- | --------------- |
| 1    | 22   | 9. září 2010       | 12. května 2011   | 11. září 2012   | 19. února 2013  |
| 2    | 23   | 23. září 2011      | 18. května 2012   | 26. února 2013  | 13. srpna 2013  |
| 3    | 22   | 19. října 2012     | 17. května 2013   | 18. března 2014 | 15. dubna 2014  |
| 4    | 6    | 22. listopadu 2013 | 27. prosince 2013 | nebylo vysíláno | nebylo vysíláno |

## Seznam dílů

### První řada (2010–2011)
| Č. v seriálu | Č. v řadě | Původní název      | Český název       | Režie             | Scénář                             | Premiéra v USA     | Premiéra v ČR      |
| ------------ | --------- | ------------------ | ----------------- | ----------------- | ---------------------------------- | ------------------ | ------------------ |
| 1            | 1         | Pilot              | Návrat            | Danny Cannon      | Craig Silverstein                  | 9. září 2010       | 11. září 2012      |
| 2            | 2         | 2.0                | 2.0               | Danny Cannon      | David Levinson a Craig Silverstein | 16. září 2010      | 18. září 2012      |
| 3            | 3         | Kill Jill          | Zabijte Jill      | David Solomon     | Amanda Segel                       | 23. září 2010      | 25. září 2012      |
| 4            | 4         | Rough Trade        | Drsný obchod      | Nick Copus        | Carlos Coto                        | 30. září 2010      | 2. října 2012      |
| 5            | 5         | The Guardian       | Strážce           | David Solomon     | Albert Kim                         | 7. října 2010      | 9. října 2012      |
| 6            | 6         | Resistance         | Odolnost          | Guy Ferland       | Kalinda Vazquez                    | 21. října 2010     | 16. října 2012     |
| 7            | 7         | The Recruit        | Rekrut            | Eagle Egilsson    | Amanda Segel                       | 28. října 2010     | 23. října 2012     |
| 8            | 8         | Phoenix            | Fénix             | David M. Barrett  | Jim Barnes                         | 4. listopadu 2010  | 30. října 2012     |
| 9            | 9         | One Way            | Pomsta            | Ken Fink          | Albert Kim                         | 11. listopadu 2010 | 6. listopadu 2012  |
| 10           | 10        | Dark Matter        | Černé skříňky     | Danny Cannon      | Carlos Coto                        | 2. prosince 2010   | 13. listopadu 2012 |
| 11           | 11        | All the Way        | Zadní vrátka      | Terrence O'Hara   | Craig Silverstein                  | 9. prosince 2010   | 20. listopadu 2012 |
| 12           | 12        | Free               | Heslo             | Jonathan Glassner | Kalinda Vazquez                    | 27. ledna 2011     | 27. listopadu 2012 |
| 13           | 13        | Coup de Grace      | Rána z milosti    | Nathan Hope       | Albert Kim                         | 3. února 2011      | 4. prosince 2012   |
| 14           | 14        | The Next Seduction | Svádění           | David Solomon     | Carlos Coto                        | 10. února 2011     | 11. prosince 2012  |
| 15           | 15        | Alexandra          | Alexandra         | Ken Fink          | Andrew Colville                    | 17. února 2011     | 18. prosince 2012  |
| 16           | 16        | Echoes             | Ozvěny            | Nick Copus        | Kristen Reidel                     | 24. února 2011     | 8. ledna 2013      |
| 17           | 17        | Covenants          | Spojenci          | Eagle Egilsson    | Jim Barnes                         | 7. dubna 2011      | 15. ledna 2013     |
| 18           | 18        | Into the Dark      | Do temnoty        | Jeffrey Hunt      | Albert Kim                         | 14. dubna 2011     | 22. ledna 2013     |
| 19           | 19        | Girl's Best Friend | Zdání klame       | Robert Lieberman  | Carlos Coto                        | 21. dubna 2011     | 29. ledna 2013     |
| 20           | 20        | Glass Houses       | Past              | Ralph Hemecker    | Kalinda Vazquez                    | 28. dubna 2011     | 5. února 2013      |
| 21           | 21        | Betrayals          | Zrada             | Eagle Egilsson    | Andrew Colville                    | 5. května 2011     | 12. února 2013     |
| 22           | 22        | Pandora            | Pandořina skříňka | Ken Fink          | Craig Silverstein                  | 12. května 2011    | 19. února 2013     |

### Druhá řada (2011–2012)
| Č. v seriálu | Č. v řadě | Původní název   | Český název    | Režie             | Scénář                  | Premiéra v USA     | Premiéra v ČR     |
| ------------ | --------- | --------------- | -------------- | ----------------- | ----------------------- | ------------------ | ----------------- |
| 23           | 1         | Game Change     | Nečekaný obrat | Danny Cannon      | Craig Silverstein       | 23. září 2011      | 26. února 2013    |
| 24           | 2         | Falling Ash     | Padající popel | Eagle Egilsson    | Kalinda Vazquez         | 30. září 2011      | 5. března 2013    |
| 25           | 3         | Knightfall      | Anarchista     | Ken Fink          | Carlos Coto             | 7. října 2011      | 12. března 2013   |
| 26           | 4         | Partners        | Parťáci        | Dermott Downs     | Kristen Reidel          | 14. října 2011     | 19. března 2013   |
| 27           | 5         | Looking Glass   | Zrcadlo        | Ken Girotti       | Albert Kim              | 21. října 2011     | 26. března 2013   |
| 28           | 6         | 343 Walnut Lane | Záludná past   | Nick Copus        | Andrew Colville         | 28. října 2011     | 2. dubna 2013     |
| 29           | 7         | Clawback        | Hra o moc      | Eagle Egilsson    | Michael Brandon Guercio | 4. listopadu 2011  | 9. dubna 2013     |
| 30           | 8         | London Calling  | Londýn volá    | Jeffrey Hunt      | Kalinda Vazquez         | 11. listopadu 2011 | 16. dubna 2013    |
| 31           | 9         | Fair Trade      | Poctivý obchod | Nick Copus        | Carlos Coto             | 18. listopadu 2011 | 23. dubna 2013    |
| 32           | 10        | Guardians       | Strážci        | Dwight Little     | Albert Kim              | 2. prosince 2011   | 14. května 2013   |
| 33           | 11        | Pale Fire       | Bledý oheň     | Deran Sarafian    | Kristen Reidel          | 6. ledna 2012      | 21. května 2013   |
| 34           | 12        | Sanctuary       | Útočiště       | Steven A. Adelson | Andrew Colville         | 13. ledna 2012     | 28. května 2013   |
| 35           | 13        | Clean Sweep     | Čistka         | Brad Turner       | Kalinda Vazquez         | 3. února 2012      | 4. června 2013    |
| 36           | 14        | Rogue           | Na útěku       | Marc David Alpert | Carlos Coto             | 10. února 2012     | 11. června 2013   |
| 37           | 15        | Origins         | Kořeny         | Michael Robison   | Albert Kim              | 17. února 2012     | 18. června 2013   |
| 38           | 16        | Doublecross     | Zrada          | Eagle Egilsson    | Kristen Reidel          | 16. března 2012    | 25. června 2013   |
| 39           | 17        | Arising         | Vzestup        | Karen Gaviola     | Andrew Colville         | 23. března 2012    | 2. července 2013  |
| 40           | 18        | Power           | Moc            | Chris Peppe       | Carlos Coto             | 30. března 2012    | 9. července 2013  |
| 41           | 19        | Wrath           | Hněv           | Jeffrey Hunt      | Albert Kim              | 20. dubna 2012     | 16. července 2013 |
| 42           | 20        | Shadow Walker   | Vabank         | Nick Copus        | Kristen Reidel          | 27. dubna 2012     | 23. července 2013 |
| 43           | 21        | Dead Drop       | Mrtvá schránka | Michael Robison   | Kalinda Vazquez         | 4. května 2012     | 30. července 2013 |
| 44           | 22        | Crossbow        | Samostříl      | Danny Cannon      | Andrew Colville         | 11. května 2012    | 6. srpna 2013     |
| 45           | 23        | Homecoming      | Návrat domů    | Eagle Egilsson    | Carlos Coto             | 18. května 2012    | 13. srpna 2013    |

### Třetí řada (2012–2013)
| Č. v seriálu | Č. v řadě | Původní název         | Český název                  | Režie             | Scénář                         | Premiéra v USA     | Premiéra v ČR   |
| ------------ | --------- | --------------------- | ---------------------------- | ----------------- | ------------------------------ | ------------------ | --------------- |
| 46           | 1         | 3.0                   | Verze 3.0                    | Eagle Egilsson    | Craig Silverstein              | 19. října 2012     | 18. března 2014 |
| 47           | 2         | Innocence             | Nevinnost                    | John Badham       | Mary Trahan                    | 26. října 2012     | 19. března 2014 |
| 48           | 3         | True Believer         | Pravá oddanost               | Danny Cannon      | Carlos Coto                    | 2. listopadu 2012  | 21. března 2014 |
| 49           | 4         | Consequences          | Následky                     | Nick Copus        | Kristen Reidel                 | 9. listopadu 2012  | 23. března 2014 |
| 50           | 5         | The Sword's Edge      | Na ostří nože                | Kenneth Fink      | Albert Kim                     | 30. listopadu 2012 | 24. března 2014 |
| 51           | 6         | Sideswipe             | Lekce                        | Joshua Butler     | Terry Matalas a Travis Fickett | 7. prosince 2012   | 25. března 2014 |
| 52           | 7         | Intersection          | Křižovatka                   | Dwight Little     | Michael Brandon Guercio        | 18. ledna 2013     | 26. března 2014 |
| 53           | 8         | Aftermath             | Dozvuky                      | Brad Turner       | Carlos Coto                    | 25. ledna 2013     | 27. března 2014 |
| 54           | 9         | Survival Instincts    | Pud sebezáchovy              | John Showalter    | Albert Kim                     | 1. února 2013      | 28. března 2014 |
| 55           | 10        | Brave New World       | Statečný nový svět           | Marc David Alpert | Kristen Reidel                 | 8. února 2013      | 30. března 2014 |
| 56           | 11        | Black Badge           | Černý odznak                 | David Grossman    | Mary Trahan                    | 22. února 2013     | 31. března 2014 |
| 57           | 12        | With Fire             | Oko za oko                   | Eagle Egilsson    | Carlos Coto                    | 1. března 2013     | 1. dubna 2014   |
| 58           | 13        | Reunion               | Shledání                     | Jon Cassar        | Terry Matalas a Travis Fickett | 8. března 2013     | 2. dubna 2014   |
| 59           | 14        | The Life We've Chosen | Život, který jsme si vybrali | Brad Turner       | Albert Kim                     | 15. března 2013    | 4. dubna 2014   |
| 60           | 15        | Inevitability         | Nevyhnutelnost               | Mark C. Baldwin   | Kristen Reidel                 | 29. března 2013    | 6. dubna 2014   |
| 61           | 16        | Tipping Point         | Bod zlomu                    | Dwight Little     | Oliver Grigsby                 | 5. dubna 2013      | 7. dubna 2014   |
| 62           | 17        | Masks                 | Masky                        | Chris Peppe       | Kamran Pasha                   | 12. dubna 2013     | 8. dubna 2014   |
| 63           | 18        | Broken Home           | Rozdělený dům                | John Badham       | Terry Matalas a Travis Fickett | 19. dubna 2013     | 9. dubna 2014   |
| 64           | 19        | Self-Destruct         | Sebezničení                  | Nick Copus        | Kristen Reidel                 | 26. dubna 2013     | 11. dubna 2014  |
| 65           | 20        | High-Value Target     | Cenný cíl                    | Dan Sackheim      | Michael Brandon Guercio        | 3. května 2013     | 13. dubna 2014  |
| 66           | 21        | Invisible Hand        | Neviditelná ruka             | Dwight Little     | Carlos Coto                    | 10. května 2013    | 14. dubna 2014  |
| 67           | 22        | Til Death Do Us Part  | Dokud nás smrt nerozdělí     | Eagle Egilsson    | Albert Kim                     | 17. května 2013    | 15. dubna 2014  |

### Čtvrtá řada (2013)
| Č. v seriálu | Č. v řadě | Původní název | Režie             | Scénář                         | Premiéra v USA     |
| ------------ | --------- | ------------- | ----------------- | ------------------------------ | ------------------ |
| 68           | 1         | Wanted        | Eagle Egilsson    | Kristen Reidel                 | 22. listopadu 2013 |
| 69           | 2         | Dead or Alive | John Badham       | Albert Kim                     | 29. listopadu 2013 |
| 70           | 3         | Set-Up        | Marc David Alpert | Carlos Coto                    | 6. prosince 2013   |
| 71           | 4         | Pay-Off       | Dwight Little     | Terry Matalas a Travis Fickett | 13. prosince 2013  |
| 72           | 5         | Bubble        | Nick Copus        | Oliver Grigsby                 | 20. prosince 2013  |
| 73           | 6         | Canceled      | Eagle Egilsson    | Albert Kim a Carlos Coto       | 27. prosince 2013  |